# 阿龙·格朗迪迪埃
阿龙·格朗迪迪埃·恩卡南格（法語：Aaron Grandidier Nkanang，2000年5月18日—），法国男子橄榄球运动员。他曾代表法国七人制国家队参加2024年夏季奥林匹克运动会男子七人制橄榄球比赛，获得一枚金牌。